# 时光教会我爱你
《时光教会我爱你》（英語：Time Teachs Me To Love），2018年中国偶像剧。本剧改编自一片口香糖的网络同名小说，由宋伊人、严禹豪领衔主演，爱奇艺于2018年12月10日首播。

## 播出时间
| 频道   | 所在地   | 播映日期       | 播出时间 | 备注 |
| ------ | -------- | -------------- | -------- | ---- |
| 爱奇艺 | 中国大陆 | 2018年12月10日 |          |      |

## 演员列表

### 主要演员
| 演員   | 角色   | 介紹 |
| 宋伊人 | 林鹿   | 元气满满的邻家女孩，粗线条不拘小节，性格可软萌可刚硬，爱钱却不贪钱。想做国际一线美妆师，待人礼貌大方，唯对时敛森，“不良少女”一面就会被激发。           |
| 严禹豪 | 时敛森 | “幼稚鬼”霸道总裁，对待父亲、朋友和工作都是高冷的，独对林鹿是情不自禁会流露出自己的其他小情绪。与林鹿签订了恋爱契约，在履行契约的过程中慢慢产生了情愫。 |

### 其他演员
| 演員   | 角色   | 介紹 |
| 李嘉铭 | 梁植   | 温润儒雅的标准暖男，对林鹿百般照顾，好男人代表，隐忍却深藏野心。直到有一天，发现自己有着神秘的身份。                       |
| 傅姝阳 | 方乔   | 方氏集团千金，时敛森是她的执念。她有着大家闺秀骨子里的小骄傲与贵气，也有着与大家闺秀的端庄对立的随性与潇洒。               |
| 刘锐   | 言子辰 | 父母是均是搞科研的大师，家境优渥，常居海外。因对方乔的执念，选择为爱独自留在国内，是个表面满不在乎，实际深情的开朗大男孩。 |
| 王钰雯 | 沈静   | 林鹿的知心好闺蜜，平面模特兼约会女郎，爱玩直播。她向往高品质的富贵生活，虽与林鹿均出身贫困家庭，但两人追求各不相同。       |
| 蔡祥宇 | Maggie | 时敛森的秘书，美貌与实力并存，沟通协调能力、执行能力强，能够在工作上随时与时敛森保持在同一频率，是时敛森的得力助手。       |
| 辻凱淳 | 黎潮江 | 黎昌新的兒子 |
| 郭震   | 黎昌新 | 黎潮江的父親，梁植的生父                                                                                                   |
| 尚伯君 | 時永盛 | 时敛森的父親。 |
| 劉若谷 | 林成   | 林鹿的弟弟。 |
| 郭保云 | 林母   | 林鹿的媽媽。 |

### 各集簡介
| 集數                       | 簡介                                                                                     |
| 第一集                     | 人的一生會與2928萬人擦肩而過，兩個人相遇的概率有0.00487，而我，遇見了你，愛上了你。 初遇 |
| 第二集                     | 曾經最討厭的緋聞，成為現在最慶幸的存在。因為，女主角是你。 緋聞                          |
| 第三集                     | 我想將這紙百日戀愛契約變成無期的白首契約書。以我之姓，冠你之名。 契約                    |
| 第四集                     | 吻你，是一時的衝動，只是沒想到，竟會半世流連。 初吻                                      |
| 第五集                     | 你說你走過最長的路是我的套路，這也是我下的最大賭注。 套路                                |
| 第六集                     | 你太傻了，你太會給人招惹麻煩了。所以，我們同居吧！ 同居                                  |
| 第七集                     | 你在我的世界翻天覆地，我明明應該生氣卻不知為何，還有一點說不出的小歡喜。 禁忌            |
| 第八集                     | 曾經我害怕黑夜，因為你在身邊，我開始期待日落。 藥引                                      |
| 第九集                     | 當你蠢蠢地為我慶祝生日時，我知道完了，我的原則和底線，變成了你。 和解                    |
| 第十集                     | 心動的感覺，無法辯駁，今冕的月色真美。 心動                                              |
| 第十一集                   | 我以為醋夠酸了，但看見你和他在一起的一幕，才知道，什麼叫醋。 誤會                        |
| 第十二集                   | 等你的感覺，怕無歸期，怕空歡喜，也怕來的不是你。 分離                                    |
| 第十三集(第二季第一集)     | 愛上你了嗎？嘴硬說沒有，卻心軟得滿滿都是你。 真心                                        |
| 第十四集(第二季第二集)     | 跟我回家吧！不願意嗎？既然如此，那我就再想想辦法。 欲擒                                  |
| 第十五集(第二季第三集)     | 你說我們沒關系。我喜歡你，現在說這句話，還來的及有關係嗎？ 故縱                          |
| 第十六集(第二季第四集)     | 我們之間的一百步，你踏出了第一步，剩下的九十九步，讓我跑向你。 示愛                      |
| 第十七集(第二季第五集)     | 在炎炎夏日，渴望白雪皚皚，能和你一起牽手散步，從青絲到白首。 牽掛                        |
| 第十八集(第二季第六集)     | 想讓你的眼裡也只有一個我，因為愛上你，忘了我是誰。 選擇                                  |
| 第十九集(第二季第七集)     | 餘生燙燙，至此終年，唯願身側是你。 告白                                                  |
| 第二十集(第二季第八集)     | 為了擁抱你，我願拔掉所有的刺，只要你說：yes。 考驗                                       |
| 第二十一集(第二季第九集)   | 我以為閉上眼，就可以假裝看不見你的淚。卻原來，依舊痛得撕心裂肺。 斷情                    |
| 第二十二集(第二季第十集)   | 你在時你是一切，你不在時一切是你，字裡行間全是你。 疼痛                                  |
| 第二十三集(第二季第十一集) | 因為你來，所以我等。如果你不來，沒關係，反正我已經習慣了等你。 破鏡                      |
| 第二十四集(第二季第十二集) | 一生太短，情書太長。我愛你，足矣！ 重圓                                                  |

## 网络剧原声带
| 曲序 | 曲目                     |                | 作曲   | 演唱   |
| ---- | ------------------------ | -------------- | ------ | ------ |
| 1.   | 时光教会我爱你（主题曲） | 孟令楠         | 何思潔 | 张碧钰 |
| 2.   | 屏蔽我（片尾曲）         | 楊炅翰         | 楊炅翰 | 杨炅翰 |
| 3.   | 等你回答（插曲）         | 劉凡           | 劉凡   | 刘凡   |
| 4.   | 背对你的眼泪（插曲）     | 丁爽           | 丁爽   | 刘维   |
| 5.   | 沙漏（插曲）             | 趙貝爾、劉恩汛 | 趙貝爾 | 郭静   |
| 6.   | 极光（插曲）             | 趙貝爾         | 趙貝爾 | 严禹豪 |